# Alvas Powell
Alvas Powell, né le 18 juillet 1994, est un footballeur international jamaïcain. Il joue au poste de défenseur au FC Cincinnati en MLS.

## Biographie
Alvas Powell grandit dans le petit village de Danvers Pen dans la Paroisse de Saint-Thomas à l'extrémité orientale de la Jamaïque.
Powell fait ses débuts en équipe nationale espoirs en 2010. Il participe à la coupe du monde des moins de 17 ans en 2011 et est titulaire contre le Japon ainsi que contre l'Argentine.
En janvier 2012, il intègre l'équipe du Portmore United, qui remporte le championnat la même année.
Le 28 juin 2013, il est prêté aux Timbers de Portland pour la seconde moitié de la saison de MLS.
Après un an et demi en prêt, les Timbers lèvent l'option du contrat de Powell et l'engagent définitivement dans le cadre d'un contrat de plusieurs années.
En 2019 puis en 2020, il découvre le particularisme de faire partie d'équipes d'expansion de la MLS quand il est repêché consécutivement par le FC Cincinnati et l'Inter Miami CF.

## Palmarès
- Champion de Jamaïque : 2012 (avec Portmore United)
- Coupe caribéenne des nations 2014
- Coupe MLS en 2015

 FC Cincinnati
- Vainqueur du Supporters' Shield en 2023.